# Ascozonus solms-laubachii
Ascozonus solms-laubachii är en svampart som först beskrevs av Gottlob Ludwig Rabenhorst, och fick sitt nu gällande namn av Johannes van Brummelen 1998. Ascozonus solms-laubachii ingår i släktet Ascozonus och familjen Thelebolaceae.   Inga underarter finns listade i Catalogue of Life.